# Бурштин (ґміна)
Ґміна Бурштин — сільська гміна в Рогатинському повіті Станиславівського воєводства Другої Речі Посполитої та у Крайсгауптманшафті Бережани Дистрикту Галичина Третього Райху. Адміністративним центром гміни було місто Бурштин.
Об'єднану сільську Бурштинську ґміну (рівнозначну волості) було утворено 1 серпня 1934 року у межах адміністративної реформи в II Речі Посполитій із суміжних тогочасних сільських ґмін (самоврядних громад): Бовшів (частина), Демянів, Коростовичі, Куропатники, Людвиківка, Мартинів Новий (частина), Мартинів Старий, Німшин (частина), Озеряни, Різдвяни, Нижні Сарники, Середні Сарники, Стасьова Воля. Місто Бурштин не входило до складу ґміни, а становило окрему громаду.
Площа ґміни — 94,96 км². Кількість житлових будинків — 2025. Кількість мешканців — 9614 (Дані на основі перепису 1931 року та територіального поділу 1934).
Національний склад населення ґміни Рогатин на 1 січня 1939 року:
| Село            | Населення | Українці- греко-католики | Українці- латинники | Євреї  | Поляки  | Польські колоністи |
| --------------- | --------- | ------------------------ | ------------------- | ------ | ------- | ------------------ |
| Дам’янів        | 1680      | 1180                     | 130                 | 20     | 50      | 300                |
| Коростовичі     | 910       | 820                      | 75                  | 15     |         |                    |
| Куропатники     | 850       | 720                      | 120                 | 10     |         |                    |
| Людвиківка      | 900       |                          |                     | 20     | 880     |                    |
| Мартинів Старий | 760       | 630                      | 80                  | 30     | 20      |                    |
| Озеряни         | 610       | 590                      | 10                  | 10     |         |                    |
| Різдвяни        | 760       | 740                      | 15                  | 5      |         |                    |
| Сарники Долішні | 1190      | 630                      | 440                 | 20     | 100     |                    |
| Сарники Середні | 1340      | 1320                     | 20                  |        |         |                    |
| Стасева Воля    | 750       | 530                      | 180                 | 10     | 30      |                    |
| Загалом         | 9750      | 7160                     | 1070                | 140    | 1080    | 300                |
| Відсотки        | 100 %     | 73,44 %                  | 10,97 %             | 1,43 % | 11,08 % | 3,08 %             |

17 січня 1940 року ґміна була ліквідована, а територія увійшла до новоствореного Бурштинського району.
Гміна (волость) була відновлена на час німецької окупації з липня 1941 до липня 1944 року, місто Бурштин було включене до складу гміни (волості).
На 1 березня 1943 року населення ґміни становило 11353 особи.